# Prodnik
Prodnik je priimek več znanih Slovencev:
- Ema Prodnik (1941-2023), pevka pri Ansamblu bratov Avsenik
- Igor Prodnik (*1955), filmski snemalec, režiser, drž.uradnik...
- Jernej Amon Prodnik, komunikolog, doc., predstojnik katedre za novinarstvo FDV
- Miran Prodnik (*1961), kipar, restavrator
- Stanka Prodnik, novinarka, publicistka o medijskih fenomenih